# 359P/LONEOS
359P/LONEOS è una cometa periodica appartenente alla famiglia delle comete gioviane. La cometa è stata scoperta il 21 agosto 2007 dal programma di ricerca astronomica LONEOS, ritenuta un asteroide fu denominata 2007 RS41 , fu riscoperta come cometa al successivo passaggio al perielio il 22 agosto 2017 e denominata P/2017 Q2 LONEOS .